# Francia tízfrankos érme (1988)

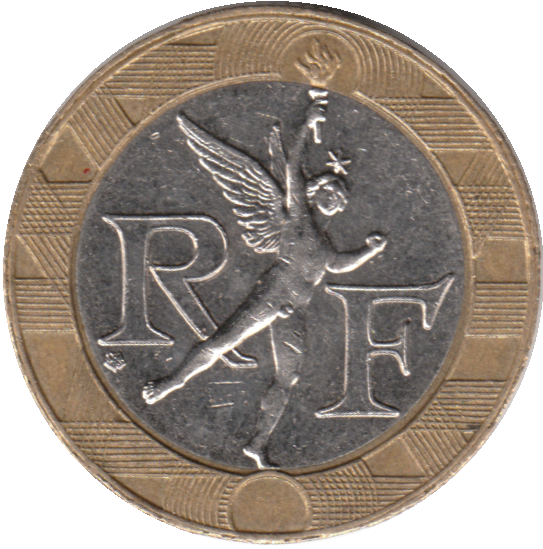
Előlap

Az 1988. március 9-én kibocsátott tízfrankos az első bimetál francia érme volt, mely egyben a  francia frank forgalomban általában előforduló legmagasabb címlete volt (az 1992-ben kibocsátott húszfrankos ritkán fordult elő a forgalomban). A könnyen hamisítható Mathieu-tízfrankos és a lakosság által elutasított Jiménez-tízfrankos felváltására bocsátották ki és az euró bevezetéséig (2002. február 18.) forgalomban maradt.

## Leírás
A bimetál érme gyűrűjének anyaga rézötvözet (92% réz, 6% alumínium, 2% nikkel), magjáé pedig nikkel. Súlya 6,5 gramm, átmérője 22,3; vastagsága pedig 2 milliméter. Peremén 5 sima és 5 recézett sáv vonul végig.
Az érme előlapján a párizsi Bastille-téren álló, az 1830-as júliusi forradalomnak emléket állító emlékoszlop tetején álló szoboralak, a Szabadság géniusza (August Dumont alkotása 1833-ból) látható, alatta a Francia Köztársaság nevének kezdőbetűivel (RF – République Française). Hátlapján az értékjelzés (10 F) alatt az évszám és a verdejegy látható, a külső gyűrűn pedig a Liberté, égalité, fraternité (Szabadság, egyenlőség, testvériség) jelmondat olvasható. Az érmeképet a párizsi pénzverde fővésnöke, Émile Rousseau tervezte. 

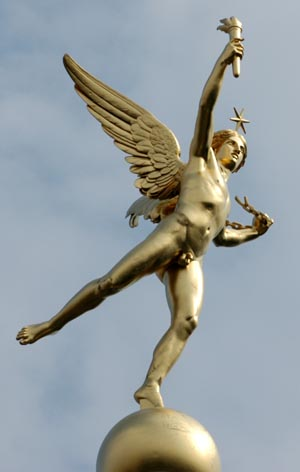
A Szabadság géniusza

## Vert mennyiség
Az érméből 1988-ban essai felirattal 1850 db mintaveret készült, majd 1988-1992 között százmilliós nagyságrendben gyártották (a típus teljes példányszáma 978 222 045 db ). 1993-2001 között kis példányszámban verték, elsősorban gyűjtők számára.
| Évjárat | Vert mennyiség (db) |
| ------- | ------------------- |
| 1988    | 144 718 000         |
| 1989    | 249 964 000         |
| 1990    | 249 990 000         |
| 1991    | 249 927 000         |
| 1992    | 99 966 000          |
| 1993    | 8 157               |
| 1994    | 8 222               |
| 1995    | 23 809              |
| 1996    | 25 013              |
| 1997    | 25 000              |
| 1998    | 35 000              |
| 1999    | 25 000              |
| 2000    | ???                 |
| 2001    | ???                 |

## Emlékveret

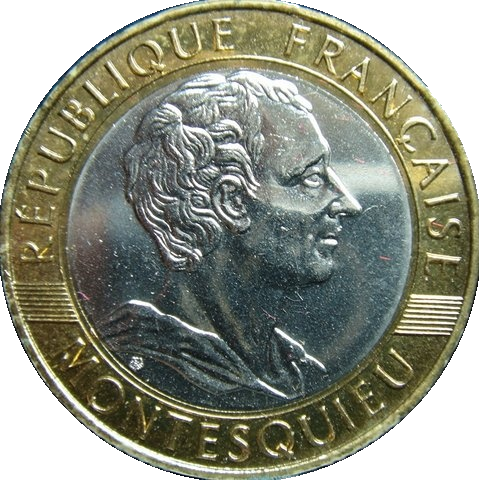
A Montesquieu-emlékérme előlapja

1989-ben a tízfrankos paramétereivel 16 850 példányban elsősorban gyűjtők számára emlékpénzt bocsátottak ki Montesquieu születésének 300. évfordulójának emlékére. Előlapján Montesquieu portréja látható, hátlapja azonos a forgalmi tízfrankoséval.

## Külső hivatkozások
- Katalógus, verési adatok
- Infonumis (franciául)